# Metalotolerante
Los metalotolerantes son extremófilos que son capaces de sobrevivir en entornos con una alta concentración de metales pesados disueltos en solución. Los metalotolerantes pueden encontrarse en ambientes que contienen arsénico, cadmio, cobre y zinc. Los metalotolerantes conocidos incluyen Ferroplasma sp. Y Cupriavidus metallidurans.
Los metalotolerantes se adaptan a su medio ambiente al reducir la pérdida de energía excretando menos.
Sinorhizobium sp M14 es una bacteria metalotolerante